# Gift (坂本真綾の曲)
「Gift」（ギフト）は、坂本真綾の2作目のシングル。

## 概要
「ボクらの歴史」（サウンドトラックCD『「CLAMP学園探偵団」MINI SOUND TRACK』収録）がラジオドラマ『CLAMP学園探偵団』テーマソングに起用された縁故でアニメ版のテーマソングにも起用が決定された。
坂本真綾のオリジナルシングルとしては唯一オリコンチャートにランクインしなかった作品でもある。

## 収録曲
（全作詞 - 岩里祐穂 / 作曲・編曲 - 菅野よう子）
1. Gift[注 1]
  - テレビ東京系アニメ『CLAMP学園探偵団』エンディングテーマ
2. 君に会いにいこう
3. Gift（オリジナル・カラオケ）
4. 君に会いにいこう（オリジナル・カラオケ）